# Willa Paula Steinbacha w Poznaniu
Willa Paula Steinbacha – secesyjna, zabytkowa willa miejska w Poznaniu przy ul. Limanowskiego 15A. Zbudowana w 1905.
Budynek zaprojektował, jako dom własny, poznański architekt Paul Steinbach. Jest nietypową dla tej części Łazarza realizacją - w tym rejonie dominują duże kamienice czynszowe, a nie wille z ogrodami (np. Johow-Gelände lub domy urzędnicze przy ul. Głogowskiej). Obiekt wzorowano na architekturze berlińskiej z tego okresu.
Budynek posiada miękko rozwiązaną organizację fasady z dominującym wysokim szczytem i mocno zaakcentowanym wejściem ozdobionym wysokimi schodami i wydatną kolumną. Wewnątrz znajdował się dawniej duży ogród zimowy. Całość otaczał rozległy, jak na tę część miasta, ogród zewnętrzny. Elewację wschodnią ozdabia zegar słoneczny z postacią kobiety.
Innym przykładem budownictwa willowego z tego rejonu jest willa Paula Ueckera.